# Liste der Naturdenkmale in Straßenhaus
Die Liste der Naturdenkmale in Straßenhaus nennt die im Gemeindegebiet von Straßenhaus ausgewiesenen Naturdenkmale (Stand 9. Oktober 2013).

## Naturdenkmale
| Nr.         | Bezeichnung                                  | Lage                                                                     | Beschreibung                                                     | Bild                                    |
| ----------- | -------------------------------------------- | ------------------------------------------------------------------------ | ---------------------------------------------------------------- | --------------------------------------- |
| ND-7138-435 | Baumgruppe auf dem Marktplatz in Straßenhaus | Straßenhaus, Lindenstraße Lage                                           | Quercus sp., Fraxinus sp., Fagus sylvatica, insgesamt acht Bäume | Direkt Bild zu diesem Denkmal hochladen |
| ND-7138-436 | Stangenstein                                 | Niederhonnefeld, nordwestlich des Ortes; Abteilung Am Stangenhain Lage   | Felsblock aus eisenhaltigem Quarzit                              | Direkt Bild zu diesem Denkmal hochladen |
| ND-7138-440 | Hangeley                                     | Niederhonnefeld, nordwestlich des Ortes; Abteilung An der Hangenlei Lage | Felsabsturz                                                      | Direkt Bild zu diesem Denkmal hochladen |